# Dragon Ball Z : Baddack contre Freezer
 (mai 2024).
Dragon Ball Z : Baddack contre Freezer (ドラゴンボールゼット たったひとりの最終決戦～フリーザに挑んだZ戦士 孫悟空の父～, Doragon Bōru Zetto Tatta Hitori no Saishū Kessen~Furīza ni Idonda Zetto Senshi Son Gokū no Chichi~, litt. Dragon Ball Z : Une ultime bataille en solitaire : le père du guerrier-Z Son Gokû qui défia Freezer), ou Dragon Ball Z : Le Père de Sangoku (titre officiel) est un téléfilm d'animation japonais réalisé par Mitsuo Hashimoto, diffusé sur Fuji Television en 1990.

## Synopsis
Sur la planète Vegeta, un guerrier de classe inférieure, Bardock, est un exemple. Ses missions sont toutes couronnées de succès. De plus, il a récemment eu un second garçon, qui porte le nom de Kakarotto. Mais il n'éprouve aucun amour pour lui, car sa force de combat est seulement de deux unités, ce qui est très faible chez les Saiyans, même pour un nourrisson. Alors qu'il se reposait après avoir attaqué la planète Kanassa avec son équipe, il est frappé à la nuque par un survivant. Celui-ci lui annonce que son but n'était pas de le tuer, mais de lui transmettre son don : la précognition. Après l'avoir éliminé, le Saiyan perd connaissance sous les yeux de ses camarades. Pendant ce temps, le jeune Vegeta s'entraîne et ses progrès attirent l'attention de son maître. Alors que Bardock est soigné, ses équipiers se mettent en route pour la planète Meat. Pendant sa convalescence, le Saiyan est assailli de visions futures qui montrent l'explosion de sa planète natale, le massacre de ses partenaires, ainsi que l'avenir d'un jeune Saiyan qui semble être son fils cadet. 
Après avoir massacré toute la population de Meat, Toma et les autres ont la désagréable surprise de découvrir la trahison du tyran qui a ordonné à ses hommes d'éradiquer tous les Saiyans, puis sont décimés par Dodoria et ses seconds. Guéri de ses blessures, Bardock rejoint ses compagnons sur la planète Meat, mais découvre avec horreur leurs corps sans vie, à part Toma qui est encore vivant mais mortellement blessé. Avant de succomber, ce dernier lui révèle la trahison de Freezer et ses hommes, lui conseille de retourner sur Vegeta pour prévenir ses semblables et les réunir pour vaincre le tyran. Il nettoie le sang de ses camarades avec le foulard de celui-ci, le porte en bandeau frontal pour honorer leurs mémoires et bat un par un ses ennemis pour les venger. Il se fait ensuite surprendre par une attaque de Dodoria qui le laisse pour mort.
Bien que grièvement blessé, épuisé et amoché, il regagne la planète Vegeta avec son vaisseau spatial, déjà devancé par Freezer, et croise en chemin celui de son fils cadet qui se dirige vers la Terre. Arrivé sur place, il apprend justement que le vaisseau spatial de son fils vient de quitter la planète Vegeta pour sa destination par un des soldats, puis se rend compte que ses rêves sont bel et bien prémonitoires. Après avoir brièvement perdu connaissance à la suite de ses blessures et été revigoré par ses visions futures, il demande l'aide de ses congénères pour combattre le tyran. Hélas, ces derniers lui rient au nez et ne le prennent pas au sérieux. Après leur avoir répliqué qu'ils vont regretter d'avoir fait la sourde oreille, le Saiyan décide de partir combattre Freezer seul dans l'espace, bat un à un quelques soldats de son ennemi juré, avant d'être neutralisé par quelques autres et confronté au tyran. Il lui balance sa plus puissante attaque, facilement contrée par le monstre qui réplique avec une Death Ball, avec laquelle il élimine ses propres hommes, Bardock, tous les Saiyans et détruit la planète Vegeta. Avant de mourir, le père de Kakarotto a une dernière vision qui montre son fils cadet face au tyran, ce qui laisse à penser qu'il sait d'avance que Son Goku va venger son peuple, puis succombe le sourire aux lèvres avant d'être annihilé. Sur une planète éloignée, Nappa apprend à Vegeta que sa planète natale n'existe plus, soi-disant détruite par une météorite géante. Arrivé sur Terre, le bébé Saiyan est recueilli par son grand-père adoptif : Son Gohan.
À la fin du générique du téléfilm, nous voyons Freezer sur la gauche, et Son Goku sur la droite avec les images de son père et des autres guerriers Saiyans derrière lui.

## Fiche technique
- Titre original : ドラゴンボールゼット たったひとりの最終決戦～フリーザに挑んだZ戦士 孫悟空の父～ (Doragon Bōru Zetto Tatta Hitori no Saishū Kessen~Furīza ni Idonda Zetto Senshi Son Gokū no Chichi~)
- Titre français : Dragon Ball Z : Baddack contre Freezer
- Titres français alternatifs : Dragon Ball Z : Le Père de Sangoku puis Dragon Ball Z : Le Père de Songoku[1]
- Réalisation : Mitsuo Hashimoto
- Scénario : adapté du manga Dragon Ball d’Akira Toriyama
- Société de production : Toei Animation
- Pays d'origine :  Japon
- Format : Couleurs
- Genre : Aventure, fantastique
- Durée : 48 minutes
- Date de sortie : 17 octobre 1990

## Distribution
- Kinpei Azusa (VF : Pierre Trabaud) : Grand-père Son Gohan
- Banjō Ginga (VF : Georges Lycan) : Tôro
- Shō Hayami (VF : Marc Lesser) : Zabon
- Yukitoshi Hori (VF : Pierre Trabaud) : Dodoria
- Ryō Horikawa (VF enfant : Brigitte Lecordier ; VF adulte : Éric Legrand) : Vegeta
- Shōzō Iizuka (VF : Philippe Ariotti) : Nappa
- Yūko Mita (VF : Céline Monsarrat) : Sélipa
- Ryūsei Nakao (VF : Philippe Ariotti) : Freezer
- Masako Nozawa (VF : Patrick Borg) : Baddack
- Masako Nozawa (VF bébé : Brigitte Lecordier ; VF adulte : Patrick Borg) : Son Goku
- Kōzō Shioya (VF : ?) : Totappo
- Kazuyuki Sogabe (VF : Philippe Ariotti) : Toma
- Takeshi Watabe (VF : Éric Legrand) : Pumbukin
- Jōji Yanami (VF : Georges Lycan) : Narrateur

## Autour du film
- Ce téléfilm s'intègre en complément du chapitre bonus Dragon Ball Minus du manga Jaco le Patrouilleur de l'espace dans la chronologie de la saga. Il faut le placer juste avant Dragon Ball.
- Pour une fois, ce n'est pas le manga qui a inspiré l'anime mais l'inverse : le téléfilm a été réalisé avant que Bardock ne fasse une apparition dans le manga. Akira Toriyama a tellement apprécié l'apparence du personnage de Bardock et son histoire qu'il a décidé de lui offrir une courte apparition dans le manga, au cours d'une case dans laquelle Freezer se souvient de lui en voyant Son Goku.
- La rencontre entre Son Goku et son grand-père Son Gohan, diffère de celle que Tortue Géniale a raconté au début de Dragon Ball Z lors de l'apparition de Raditz face à Goku. Car ce dernier quand il était encore un bébé avait été repéré dans sa capsule de voyage par le vieux Gohan et il a été agressif avec ce dernier, tandis que ce téléfilm montre un aspect différent de cette rencontre où Goku a été repéré par Gohan hors de sa capsule et il n'a pas été agressif quand son grand-père adoptif la pris dans ses bras sans doute pour faire une fin plus joyeuse qui correspond mieux aux mots du narrateur.
- Deux pistes exclusives peuvent être entendues :
  1. Solid State Scouter (ソリッドステート・スカウター, Soriddo sutēto sukautā?), musique utilisée à deux reprises lorsque Bardock passe à l'action (la version française de cette musique diffère de la version japonaise)[2];
  2. Hikari no tabi (光の旅, Hikari no tabi?, Un voyage empli de lumière), la bande originale de ce téléfilm, qui peut être entendue durant le générique de fin (piste diffusée en version instrumentale en France dans les éditions incluant le générique de fin original).